# Fred Gustafsson
Fred Werner "Frille" Gustafsson, född 14 mars 1929, död 7 februari 1994 i S:ta Birgitta församling, Kalmar, var en svensk fotbollsspelare (vänsterytter).
Gustafsson representerade Kalmar FF i Allsvenskan 1949/1950 och 1950/1951, och gjorde sammanlagt 12 allsvenska matcher (1 mål). Han beskrevs som en "snabb, alla chanser tagande spelare som skjuter farligt och med god stöt på bollen."